# NGC 3862
NGC 3862 ist eine elliptische Radiogalaxie vom Hubble-Typ E0 im Sternbild Löwe an der Ekliptik. Sie ist schätzungsweise 289 Millionen Lichtjahre von der Milchstraße entfernt und hat einen Durchmesser von etwa 130.000 Lichtjahren. Sie ist Mitglied des Abell 1367-Galaxienhaufens.
Im selben Himmelsareal befinden sich u. a. die Galaxien NGC 3857, NGC 3859, NGC 3868, IC 2955.
Das Objekt wurde am 27. April 1785 von dem Astronomen Wilhelm Herschel mit seinem 18,7-Zoll-Spiegelteleskop entdeckt.
Aufnahmen des Hubble-Weltraumteleskops zeigen, dass die Galaxie in ihrem Zentrum eine Akkretionsscheibe und davon ausgehend einen 900 Parsec (rund 3000 Lichtjahre) langen, sich verändernden Jet hat, welcher Forschungsgegenstand zahlreicher Arbeiten ist.

Die Veränderung des Jets von NGC 3862 über einen Zeitraum von 20 Jahren, Aufnahmen des Hubble-Weltraumteleskops.